# محلة الأوس

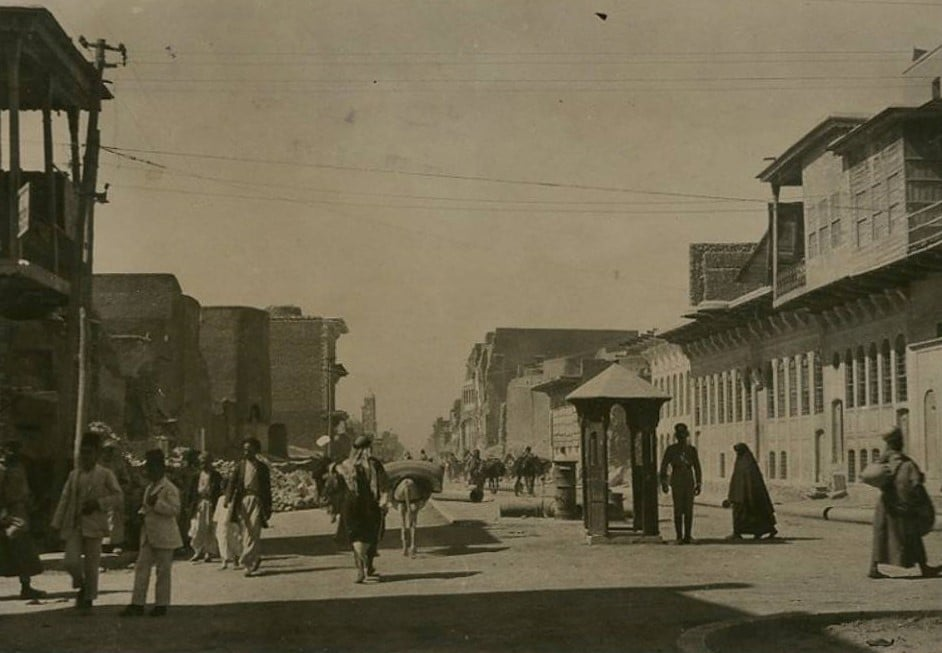
شارع نينوى عام 1942

محلة الأوس أو محلة الأحرار حي من أحياء مدينة الموصل القديمة في العراق. ويعتبر من المحلات الكبيرة المساحة نسبيًا. يقع إلى الجنوب من محلة الحمام المنقوشة ويخترقها شارع نينوى. غالبية سكانها من المسيحيين الأرثوذكس والسريان. وهي ضمن منطقة اوسع تعرف بمنطقة الساعة الكائنة في قلب مدينة الموصل القَدِيمة على تقاطع أهم شَارِعين في المَدِينَة وأطولهما: شَارِع الفَارُوق وشَارِع نِينَوَى .

## أصل التسمية
الأوس: نسبة إلى قبيلة الأوس التي سكنتها، وكانت تسمّى سابقًا (الجولاغ) وهو اسم مغولي يعني (مقطوع اليد).

## معالم المحلة
- كنيسة مارتوما للأرثذوكس
- كنيسة مارتوما للسريان
- كنيسة اللاتين